# Campeonato Europeo de Saltos
El Campeonato Europeo de Saltos es la competición de los saltos más importante a nivel europeo. Es organizado desde 2009 por la Liga Europea de Natación (LEN) en el marco del Campeonato Europeo de Natación. Desde 1926 se disputan pruebas de saltos en el Campeonato Europeo de Natación, pero estas no cuentan como campeonato independiente

## Ediciones
| Núm. | Año  | Sede                                     | País                                     |
| ---- | ---- | ---------------------------------------- | ---------------------------------------- |
| I    | 2009 | Turín                                    | Italia                                   |
| II   | 2011 | Turín                                    | Italia                                   |
| III  | 2013 | Rostock                                  | Alemania                                 |
| IV   | 2015 | Rostock                                  | Alemania                                 |
| V    | 2017 | Kiev                                     | Ucrania                                  |
| VI   | 2019 | Kiev                                     | Ucrania                                  |
| –    | 2021 | No realizado por la pandemia de COVID-19 | No realizado por la pandemia de COVID-19 |
| –    | 2023 | No realizado por los Juegos Europeos     | No realizado por los Juegos Europeos     |
| VII  | 2025 | Antalya                                  | Turquía                                  |

## Medallero histórico total
- Actualizado a Antalya 2025 (no incluye los resultados de saltos de todos los Europeos de Natación).

| Núm. | País         | Oro | Plata | Bronce | Total |
| ---- | ------------ | --- | ----- | ------ | ----- |
| 1    | Rusia        | 22  | 26    | 14     | 62    |
| 2    | Ucrania      | 18  | 14    | 15     | 47    |
| 3    | Italia       | 16  | 7     | 8      | 31    |
| 4    | Alemania     | 13  | 23    | 20     | 56    |
| 5    | Francia      | 4   | 2     | 3      | 9     |
| 6    | Reino Unido  | 3   | 5     | 13     | 21    |
| 7    | Países Bajos | 1   | 1     | 2      | 4     |
| 7    | Suiza        | 1   | 1     | 2      | 4     |
| 9    | Suecia       | 1   | 1     | 1      | 3     |
| 10   | España       | 1   | 0     | 0      | 1     |
| 10   | Polonia      | 1   | 0     | 0      | 1     |
| 12   | Armenia      | 0   | 1     | 0      | 1     |
| 13   | Austria      | 0   | 0     | 1      | 1     |
| 13   | Bielorrusia  | 0   | 0     | 1      | 1     |
| 13   | Hungría      | 0   | 0     | 1      | 1     |
|      | TOTAL        | 81  | 81    | 81     | 243   |